# 连江光复会旧址
连江光复会旧址，位于中国福建省福州市连江县东湖镇东塘村，为一个省级文物保护单位，类型为近现代重要史迹及代表性建筑，为第五批福建省文物保护单位，公布时间为2001年1月20日。
连江光复会旧址的历史年代为清。